# Monok
Monok là một thị trấn thuộc hạt Borsod-Abaúj-Zemplén, Hungary. Thị trấn này có diện tích 41,98 km², dân số năm 2010 là 1592 người, mật độ 38 người/km².